# Pseudantechinus bilarni
Pseudantechinus bilarni là một loài động vật có vú trong họ Dasyuridae, bộ Dasyuromorphia. Loài này được Johnson mô tả năm 1954.